# 요리오
요리오(Jorio)는 이탈리아 아브루쪼의 생산되는 레드와인으로서 와이너리는 "우마니 론끼"이다.
만화"신의 물방울"에서 등장하여 코스트 퍼포먼스가 뛰어난 와인으로서 평가 받았으며 허영만 화백의 "식객'에도 등장하여 국내에 잘알려진 와인이다.
포도는 몬테풀치아노 100%로 양조되었고 알콜도수는 13%이다.
가넷 뉘앙스를 띤 루비빛 와인으로 부드러우면서도 다채로운 과일향을 지녔다. 서양자두, 감초의 아로마와 농축된 맛의 구조가 훌륭하며 적절한 산도와 부드러운 탄닌의 균형이 매력적인 와인이다.